# 사피타

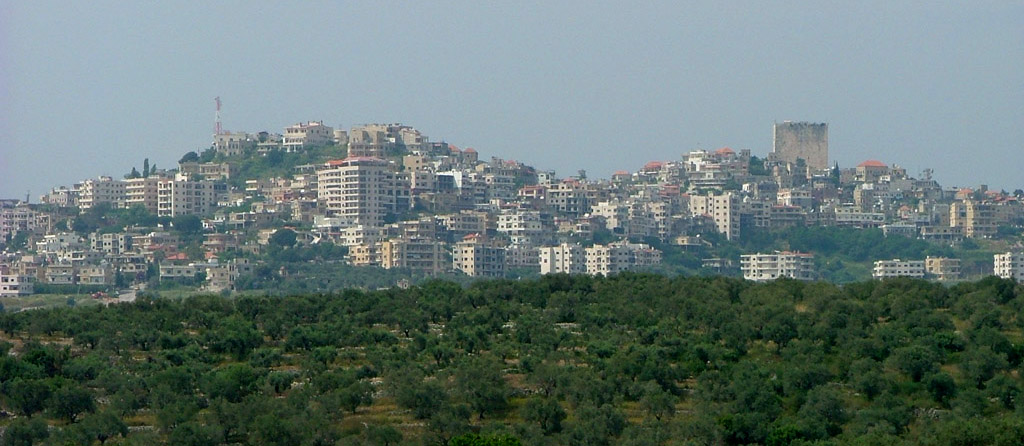

사피타(아랍어: صَابِيتَا Ṣāfītā; 페니키아어: 𐤎𐤐𐤕𐤄, Sōpūte)는 시리아 북서부 타르투스주에 있는 도시로, 타르투스 남동쪽과 크라크 데 슈발리에 북서쪽에 위치해 있다. 시리아 해안 산맥의 세 개의 언덕 꼭대기와 그 사이의 계곡에 위치해 있다. 시리아 중앙통계국(CBS)에 따르면, 2004년 인구 조사에서 사피타의 인구는 20,301명이었다.

## 지리
사피타는 시리아 해안 산맥의 남동쪽 끝에 위치하고 있다. 지중해 항구 도시 타르투스에서 남동쪽으로 26km(16마일), 홈스에서 북서쪽으로 55km(34마일) 떨어져 있다. 사피타의 평균 고도는 해발 400m(1,300피트)인 반면 십자군 요새는 약 720m(2,360피트)이다.

## 기후
사피타는 여름이 덥고 건조한 여름과 온화하고 습한 겨울이 있는 지중해성 기후(Köppen Csa)를 가지고 있다. 이곳은 지중해 해안 산맥의 지형적 영향으로 인해 시리아에서 가장 습한 지역에 속하며, 연간 강수량은 약 1,200mm 또는 47인치로 다마스쿠스의 약 10배, 알레포의 4배에 달한다.
| Safita의 기후            | Safita의 기후 | Safita의 기후 | Safita의 기후 | Safita의 기후 | Safita의 기후 | Safita의 기후 | Safita의 기후 | Safita의 기후 | Safita의 기후 | Safita의 기후 | Safita의 기후 | Safita의 기후 | Safita의 기후  |
| 월                       | 1월           | 2월           | 3월           | 4월           | 5월           | 6월           | 7월           | 8월           | 9월           | 10월          | 11월          | 12월          | 연간           |
| ------------------------ | ------------- | ------------- | ------------- | ------------- | ------------- | ------------- | ------------- | ------------- | ------------- | ------------- | ------------- | ------------- | -------------- |
| 일평균 최고 기온 °C (°F) | 13.2 (55.8)   | 15.4 (59.7)   | 16.8 (62.2)   | 20.7 (69.3)   | 24.9 (76.8)   | 28.0 (82.4)   | 29.1 (84.4)   | 30.0 (86.0)   | 28.7 (83.7)   | 26.2 (79.2)   | 21.5 (70.7)   | 15.6 (60.1)   | 22.5 (72.5)    |
| 일일 평균 기온 °C (°F)   | 10.3 (50.5)   | 11.2 (52.2)   | 13.0 (55.4)   | 16.7 (62.1)   | 20.4 (68.7)   | 23.4 (74.1)   | 25.0 (77.0)   | 25.8 (78.4)   | 24.2 (75.6)   | 21.9 (71.4)   | 17.8 (64.0)   | 12.7 (54.9)   | 18.5 (65.3)    |
| 일평균 최저 기온 °C (°F) | 7.4 (45.3)    | 7.1 (44.8)    | 9.3 (48.7)    | 12.8 (55.0)   | 16.0 (60.8)   | 18.8 (65.8)   | 20.8 (69.4)   | 21.7 (71.1)   | 19.8 (67.6)   | 17.6 (63.7)   | 14.2 (57.6)   | 9.7 (49.5)    | 14.6 (58.3)    |
| 평균 강우량 mm (인치)    | 215.1 (8.47)  | 216.7 (8.53)  | 159.5 (6.28)  | 108.1 (4.26)  | 21.8 (0.86)   | 0.3 (0.01)    | 0.4 (0.02)    | 5.1 (0.20)    | 39.7 (1.56)   | 75.4 (2.97)   | 135.2 (5.32)  | 239.2 (9.42)  | 1,216.5 (47.9) |
| 출처:                    |               |               |               |               |               |               |               |               |               |               |               |               |                |